# Nachal Checron
Nachal Checron též Nachal Chacron (hebrejsky נחל חצרון) je vádí v jižním Izraeli, na severovýchodním okraji Negevské pouště, respektive v Judské poušti.
Začíná v nadmořské výšce přes 500 metrů, západně od hory Har Checron a poblíž kóty Ketef Checron. Jde o neosídlenou pouštní krajinu. Vádí pak směřuje k jihovýchodu a jihu, prudce klesá a zeřezává se do okolního terénu. Je turisticky využívané. Ústí zleva do vádí Nachal Adaša, které jeho vody odvádí do povodí Mrtvého moře.